# BB Biotech
Die BB Biotech AG ist eine Schweizer Investmentgesellschaft, die in Biotechnologieunternehmen investiert. Sie ist im internationalen Vergleich eine der größten Beteiligungsgesellschaften im Biotechbereich. Das Unternehmen hatte 2024 eine Marktkapitalisierung von Mio. 1961 CHF.

## Geschichte
Gegründet wurde BB Biotech am 9. November 1993 in Schaffhausen (Schweiz). Seit 27. Dezember 1993 werden die Aktien des Unternehmens an der Schweizer Börse SWX Swiss Exchange gehandelt, seit 10. Dezember 1997 auch an der Deutschen Börse in Frankfurt am Main. Von 2003 bis Juni 2012 waren sie dort im TecDAX gelistet, wohin sie zwischen September 2012 und Juni 2015 wieder zurückkehrten. Am italienischen Nuovo Mercato waren die Aktien vom 19. Oktober 2000 bis zum 4. September 2023 kotiert, seit September 2005 bis zur Dekotierung im Star-Segment (TechStar).

## Unternehmensprofil und Beteiligungen
BB Biotech beteiligt sich seit der Gründung in 1993 vorwiegend an klein- bis mittelkapitalisierten börsennotierten Unternehmen, die neue Medikamente entwickeln und vermarkten, die bereits Präparate auf dem Markt und/oder zumindest in Phase II/III der klinischen Entwicklung sind. Der Aktienbestand umfasst maximal 35 Positionen.
Gehalten werden überwiegend Beteiligungen an Unternehmen in den Vereinigten Staaten. Eine Ausnahme bildet Argenx mit dem Sitz in den Niederlanden und operativem Geschäft in Belgien.
Zum Wertschriftenbestand zählen in der Regel fünf bis acht Kernbeteiligungen, die etwa siebzig Prozent des Gesamtwerts ausmachen, sowie etwa zwei Dutzend kleinere Beteiligungen. Zudem können bis zu 10 % an nicht notierten Gesellschaften (Private Equity) gehalten werden.
Die Biotechnologieunternehmen sind beispielsweise in den Bereichen Onkologie, der Entwicklung von Medikamenten für die Therapie von neurologischen Erkrankungen, Stoffwechselkrankheiten sowie kardiovaskuläre Krankheiten sowie Gen- und Zelltherapie tätig. Bei der Umsetzung der Anlagen berücksichtigt BB Biotech die ESG-Kriterien.
Zu den acht Kernbeteiligungen von BB Biotech gehörten per 31. Dezember 2024 Argenx (13,7 %), Ionis Pharmaceuticals (10,3 %), Neurocrine Biosciences (9,4 %), Intra-Cellular Therapies (7,6 %), Revolution Medicines (7,2 %), Vertex (7,2 %), Alnylam Pharmaceuticals (6,7 %) und Incyte (5,6 %). Im Bereich Onkologie unterhielt BB Biotech beispielsweise Beteiligungen an Relay Therapeutics (1,1 %), Fate Therapeutics (0,3 %) und Macrogenics (1,2 %).
Der Gewinn und Verlust der Investmentgesellschaft zeigt die Aktienkursentwicklung der gehaltenen Unternehmen:
| Gewinn Mio. CHF | Jahr |
| --------------- | ---- |
| 318,0           | 2005 |
| 297,4           | 2006 |
| −265,4          | 2007 |
| 45,4            | 2008 |
| 36,6            | 2009 |
| −146,3          | 2010 |
| −65,1           | 2011 |
| 367,8           | 2012 |
| 931,8           | 2013 |
| 1470            | 2014 |
| 652,8           | 2015 |
| −802,1          | 2016 |
| 688             | 2017 |
| −471,3          | 2018 |
| 677,4           | 2019 |
| 691,2           | 2020 |
| −404,8          | 2021 |
| −357,8          | 2022 |
| −206,6          | 2023 |
| 75,9            | 2024 |

## Struktur
Präsident des Verwaltungsrates ist seit 2024 Thomas von Planta; Vizepräsident ist Clive A. Meanwell.
Mit den Bereichen Fundamentalanalyse, Portfolioverwaltung, Marketing und Administration wurde die zur schweizerischen Bellevue Group gehörende Bellevue Asset Management AG mit Sitz in Küsnacht ZH beauftragt. Das Investment Management Team wird seit 2010 von Daniel Koller geleitet, der 2004 zu Bellevue stieß.
Das Beteiligungskapital der BB Biotech an den einzelnen Biotech-Unternehmen wird indirekt über die hundertprozentigen Tochtergesellschaften Biotech Focus N.V., Biotech Invest N.V., Biotech Target N.V., Biotech Growth N.V., ansässig jeweils in Curaçao, gehalten.